# Alternaria nobilis
Alternaria nobilis är en svampart som först beskrevs av Vize, och fick sitt nu gällande namn av E.G. Simmons 2002. Alternaria nobilis ingår i släktet Alternaria och familjen Pleosporaceae.   Inga underarter finns listade i Catalogue of Life.